# Friedrich Schenck (Politiker, 1827)

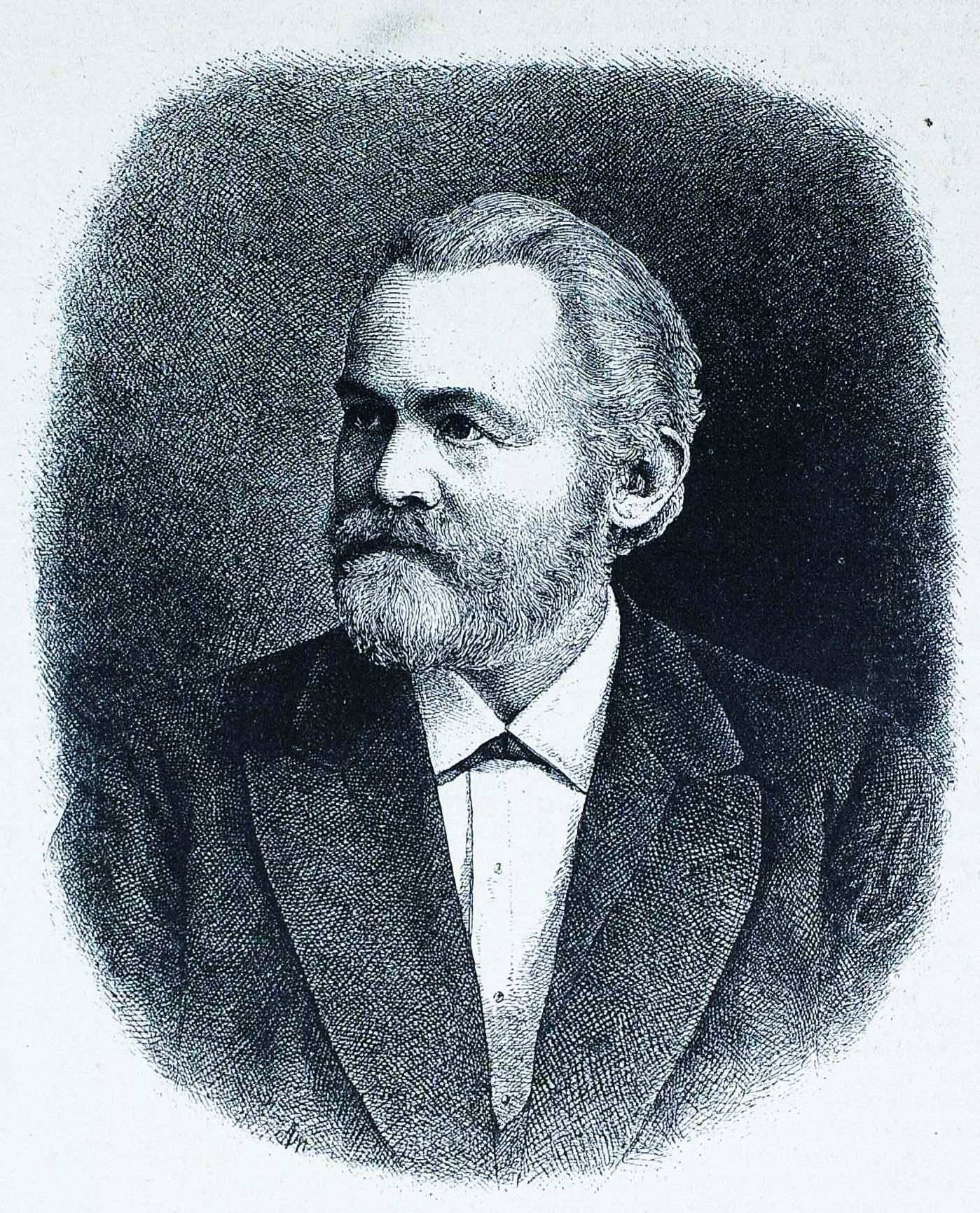
Friedrich Schenck (1884)

Friedrich Franz Karl Schenck (* 19. November 1827 in Wiesbaden; † 21. August 1900 in Groß-Lichterfelde) war ein deutscher Politiker und Genossenschaftsfunktionär.

## Leben
Schenck war ein Sohn des Justizrats Carl Theodor Schenck (1788–1871) aus Langenschwalbach. Er besuchte das Pädagogium in Wiesbaden, die Wilhelm-von-Oranien-Schule in Dillenburg und 1842–1846 das Gymnasium Philippinum Weilburg. Ab 1846 studierte er Rechtswissenschaften in Gießen (Mitglied des Corps Teutonia), 1849 in Heidelberg (Mitglied des Corps Nassovia). Nach Beendigung seiner Studien stand er im nassauischen Justiz- und Verwaltungsdienst, u. a. als Kreisamtsakzezessist in Wiesbaden. 1854 ließ er sich als Rechtsanwalt in Idstein nieder. Später war er Rechtsanwalt und Notar in Wiesbaden (bis 1883).
Schenck leitete 1862 bis 1883 als Direktor den Hessen-Mittelrheinischen Genossenschaftsverband, war dann Anwalt des Allgemeinen Verbandes deutscher Erwerbs- und Wirtschaftsgenossenschaften in Berlin-Charlottenburg und Mitglied des Aufsichtsrates der Deutschen Genossenschaftsbank von Soergel, Parisius & Co.
1864–1866 war er Mitglied der Zweiten Kammer der Stände des Herzogtums Nassau für die Nassauische Fortschrittspartei. 1871–1874 und 1883–1893 saß er im Reichstag (Deutsches Kaiserreich) (Wahlkreis 2 Wiesbaden). 1892–1896 vertrat er den Wahlkreis Regierungsbezirk Wiesbaden 9 (Stadtkreis Wiesbaden – Untertaunuskreis) im Preußischen Abgeordnetenhaus. Er gehörte den jeweils linksliberalen Fraktionen der Deutschen Fortschrittspartei und der  Deutschen Freisinnigen Partei an.